# هاراز لاس وگاس
هاراز لاس وگاس (به انگلیسی: Harrah's Las Vegas) نام یک هتل و کازینوی معروف در شهر لاس وگاس در آمریکا است.

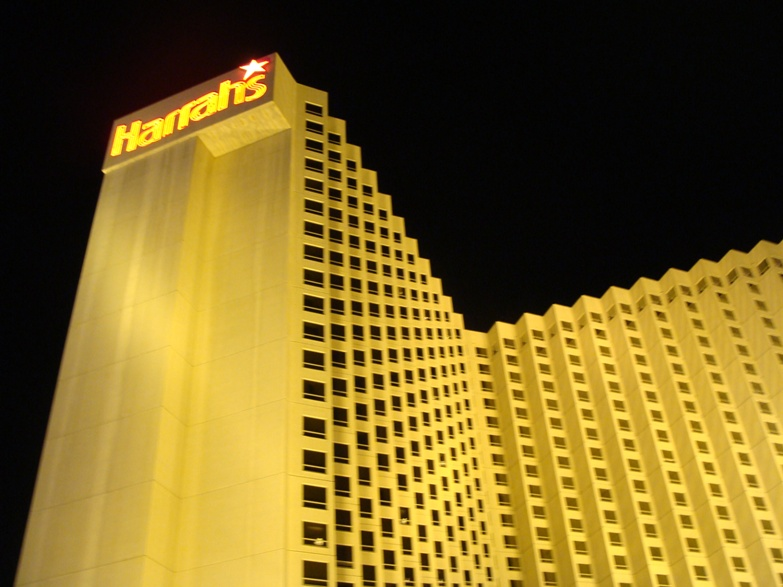